# NGC 188
NGC 188 (noto anche come C 1) è un ammasso aperto visibile nella costellazione di Cefeo, in un'area priva di ricchi campi stellari di fondo. Fu scoperto da John Herschel nel 1831 che lo catalogò col numero 34 (h 34).

## Osservazione

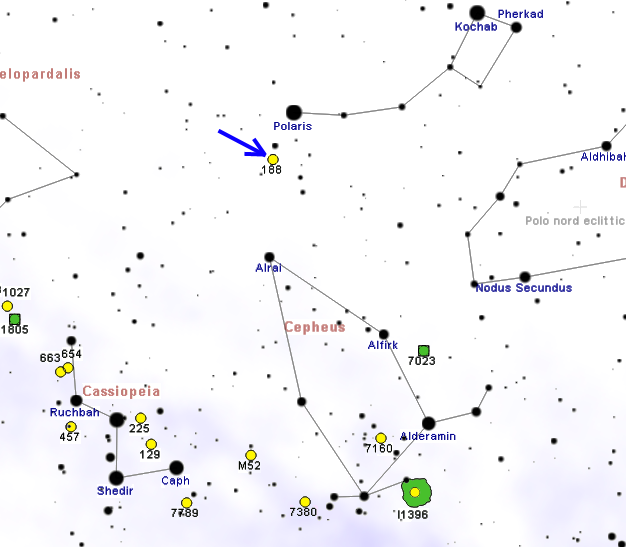
Mappa per individuare NGC 188.

È l'ammasso aperto più settentrionale che ci sia: si trova a meno di 5 gradi dalla Stella Polare e si presenta dunque circumpolare in quasi tutto l'emisfero boreale. Si può individuare, seppur con qualche difficoltà, pure con un binocolo 10x50, ma la risoluzione in stelle diventa possibile solo con telescopi da almeno 150mm di apertura; le sue componenti più luminose infatti sono di decima magnitudine, mentre la gran parte di esse brilla dalla tredicesima a salire. Telescopi da 200 o 250mm di apertura ne forniscono una visione molto chiara, ma la risoluzione appare incompleta anche a forti ingrandimenti.
Essendo così prossimo al polo nord celeste, non esiste un periodo particolarmente adatto rispetto ad altri per la sua osservazione; la sua altezza sull'orizzonte resta quasi la stessa durante tutte le notti dell'anno dell'emisfero boreale. La variazione di altezza è limitata a 8-9°. Dall'emisfero australe non è mai osservabile tranne che per la sottile fascia di pochi gradi a ridosso dell'equatore.

## Storia delle osservazioni
NGC 188 è stato scoperto da John Herschel nel 1831, attraverso il telescopio riflettore da 18,7 pollici appartenuto a suo padre William; egli lo descrisse come un ammasso stellare molto esteso e piuttosto ricco, con evidenti da 150 a 200 stelle a partire dalla magnitudine 10 e fino alla magnitudine 18. Una simile descrizione è stata riportata nel New General Catalogue.

## Caratteristiche
Si tratta di un ammasso molto concentrato, nonostante la sua età sia stata stimata sui 5 miliardi di anni, ossia un miliardo in meno dell'ammasso M67 nel Cancro e due in meno di NGC 6791 nella Lira, l'ammasso più antico conosciuto all'interno della Via Lattea. Ciò contrasta con le caratteristiche di quasi tutti gli ammassi aperti conosciuti, in genere formati da stelle giovani e calde, che sono ancora legate gravitazionalmente le une alle altre; infatti le stelle in sequenza principale di NGC 188 sono stelle vecchie e relativamente fredde, di classe spettrale F2, ossia stelle gialle, mentre le stelle che si trovano nel ramo delle giganti sono allo stadio di giganti giallo-arancioni, con classe spettrale G8. L'età delle sue componenti dunque è paragonabile a quella del Sole.
L'ammasso si trova, a differenza della gran parte degli ammassi aperti, a circa 1800 anni luce dal piano galattico, dunque in una posizione piuttosto elevata; questa è in realtà una caratteristica comune fra gli ammassi aperti di età più avanzata.

### Opere generali
- (EN) Stephen James O'Meara, Deep Sky Companions: The Caldwell Objects, Cambridge University Press, 2003, ISBN 0-521-55332-6.
- A. De Blasi, Le stelle: nascita, evoluzione e morte, Bologna, CLUEB, 2002, ISBN 88-491-1832-5.

### Carte celesti
- Tirion, Rappaport, Lovi, Uranometria 2000.0 - Volume I - The Northern Hemisphere to -6°, Richmond, Virginia, USA, Willmann-Bell, inc., 1987, ISBN 0-943396-14-X.
- Tirion, Sinnott, Sky Atlas 2000.0, 2ª ed., Cambridge, USA, Cambridge University Press, 1998, ISBN 0-933346-90-5.
- Tirion, The Cambridge Star Atlas 2000.0, 3ª ed., Cambridge, USA, Cambridge University Press, 2001, ISBN 0-521-80084-6.